# Dagfinn Høybråten
Dagfinn Høybråten (ur. 2 grudnia 1957 w Oslo) – norweski polityk, w latach 2004–2011 przewodniczący Chrześcijańskiej Partii Ludowej (Kristelig Folkeparti), deputowany, były minister.

## Życiorys
W 1984 ukończył nauki polityczne na Uniwersytecie w Oslo. Pracował w organizacji zrzeszającej władze lokalne.
Od 1989 do 1990 sprawował urząd sekretarza stanu w Ministerstwie Finansów. W latach 1997–2000 oraz 2001–2004 zajmował stanowisko ministra zdrowia w rządach Kjella Magne Bondevika. Następnie do 2005 w drugim gabinecie tegoż premiera pełnił funkcję ministra pracy i spraw społecznych. Jednocześnie w okresie 1997–2004 formalnie kierował norweską administracją ubezpieczeń (Trygdeetaten). Jako minister zdrowia przeforsował wprowadzenie w Norwegii zakazu palenia tytoniu w zamkniętych miejscach publicznych. Przez lewicowe gazety (np. "Dagbladet") został okrzyknięty mianem "mørkemann" ("mroczny człowiek"), co odnosiło się do jego konserwatywnych poglądów.
W 2004 Dagfinn Høybråten został wybrany na przewodniczącego Chrześcijańskiej Partii Ludowej. W wyborach z 12 września 2005 dostał się do Stortingu z okręgu Rogaland. W 2007 pełnił funkcję prezydenta Rady Nordyckiej. W 2009 uzyskał poselską reelekcję, pełniąc mandat do 2013. W 2011 zakończył pełnienie funkcji przewodniczącego swojego ugrupowania.